# فرودگاه ندله
فرودگاه ندله (به انگلیسی: N'Délé Airport) یک فرودگاه همگانی با کد یاتا NDL است که یک باند فرود خاک رس دارد و طول باند آن ۱۵۰۰ متر است. این فرودگاه در کشور جمهوری آفریقای مرکزی قرار دارد و در ارتفاع ۴۹۷ متری از سطح دریا واقع شده‌است.